# 洛斯內瓦多斯國家自然公園
洛斯內瓦多斯國家自然公園（西班牙語：Parque nacional natural Los Nevados），是哥倫比亞的國家公園，位於該國中部托利馬省、卡爾達斯省、金迪奥省和里薩拉爾達省，成立於1973年，面積583平方公里。